# گوهرمرغ گونه‌سفید
گوهرمرغ گونه‌سفید (نام علمی: Zaratornis stresemanni) نام یک گونه از تیره گوهرمرغان است.